# Alleghe
Alleghe – miasto i gmina we Włoszech, w regionie Wenecja Euganejska, w prowincji Belluno.
Według danych na styczeń 2009 gminę zamieszkiwało 1347 osób przy gęstości zaludnienia 45,2 os./km².

## Bibliografia

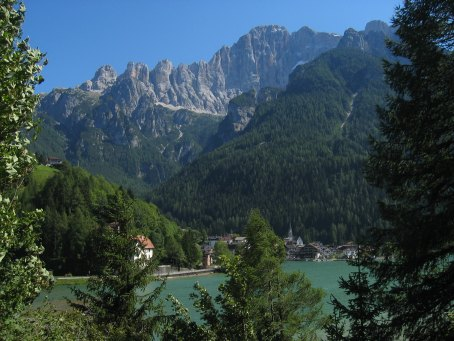
Alleghe